# جورج الكسندر دراموند
جورج الكسندر دراموند (بالإنجليزية: George Alexander Drummond)‏ هو سياسي كندي، ولد في 11 أكتوبر 1829 في إدنبرة في المملكة المتحدة، وتوفي في 2 فبراير 1910 في مونتريال في كندا. حزبياً، نشط في حزب كندا المحافظ. وقد انتخب عضو مجلس الشيوخ الكندي (1888 – 1910).